# Chinese Taipei Open 1982
Die Chinese Taipei Open 1982, auch als Taiwan Masters 1982 bezeichnet, fanden vom 6. bis zum 9. Januar 1982 in Taipeh statt. Das Mixed wurde nicht ausgespielt. In allen vier Endspielen standen sich jeweils Indonesien und England gegenüber. Es war die 3. Auflage dieser internationalen Meisterschaften von Taiwan im Badminton.

## Finalresultate
| Disziplin    | Sieger                   | Finalist                        | Ergebnis           |
| ------------ | ------------------------ | ------------------------------- | ------------------ |
| Herreneinzel | Hadiyanto                | Dhany Sartika                   | 15:7, 15:5         |
| Dameneinzel  | Ivanna Lie               | Sally Podger                    | 12:10, 3:11, 12:10 |
| Herrendoppel | Martin Dew Mike Tredgett | Bobby Ertanto Hadibowo          | 15:6, 11:15, 15:11 |
| Damendoppel  | Nora Perry Jane Webster  | Verawaty Wiharjo Ruth Damayanti | 15:8, 18:17        |